# Power and Pain
Power and Pain (Poder y Dolor) es el álbum debut de la banda de thrash metal estadounidense Whiplash. Fue lanzado en 1986 a través de Roadrunner Records.
En 1998, Displeased Records relanzó Power and Pain, que incluía su segundo álbum, Ticket to Mayhem.
El álbum tiene músicos de otras bandas de New York, bandas como Carnivore y Agnostic Front, en los coros.

## Canciones
| N.º | Título                  | Duración |  |
| 1.  | «Stage Dive»            | 3:09     |  |
| 2.  | «Red Bomb»              | 5:18     |  |
| 3.  | «Last Man Alive»        | 3:31     |  |
| 4.  | «Message in Blood»      | 4:04     |  |
| 5.  | «War Monger»            | 3:18     |  |
| 6.  | «Power Thrashing Death» | 4:13     |  |
| 7.  | «Stirring the Cauldron» | 4:18     |  |
| 8.  | «Spit on Your Grave»    | 2:49     |  |
| 9.  | «Nailed to the Cross»   | 4:05     |  |

## Créditos
- Tony Portaro – vocalista y guitarrista
- Tony Bono – bajista
- Tony Scaglione – baterista
- Peter Steele y Louie Beateaux (Carnivore) – Coros
- Vinnie Stigma y Rob Kabula (Agnostic Front) – Coros